# Chantal Mak
Chantal Mak (Rotterdam, 16 maart 1979) is een Nederlands jurist gespecialiseerd in het privaatrecht.
Mak studeerde rechten aan de Erasmus Universiteit Rotterdam, waar ze in 2001 cum laude afstudeerde in het privaatrecht en het internationaal recht. Tijdens haar studie was ze redacteur van Ars Aequi. Na haar afstuderen begon ze aan een promotie-onderzoek aan de Universiteit van Amsterdam, dat uitmondde in het op 26 september 2007 cum laude verdedigde proefschrift Fundamental Rights in European Contract Law. A comparison of the impact of fundamental rights on contractual relationships in Germany, the Netherlands, Italy and England. Promotoren waren Edgar du Perron en Marco Loos; het boek werd in 2008 uitgegeven door Kluwer Law International. Van 2004 tot 2006 werkte ze als onderzoeker aan de Scuola Superiore Sant'Anna in Pisa, Italië; het jaar daarop deed ze onder begeleiding van Martijn Hesselink onderzoek naar constitutionele aspecten van Europees privaatrecht. In oktober 2007 werd ze benoemd tot universitair docent aan de UvA, verbonden aan het Centre for the Study of European Contract Law; in april 2010 tot universitair hoofddocent.
Met ingang van mei 2015 is Mak hoogleraar privaatrecht aan de Universiteit van Amsterdam, met als leeropdracht in het bijzonder de verhouding tussen grondrechten en het privaatrecht. Op 19 maart 2016 hield ze haar oratie, getiteld Justice through European Private Law. Van 2016 tot 2017 was ze tevens directeur van het Amsterdam Research Institute for Legal Studies; sinds 2021 is ze opleidingsdirecteur van het LLM-programma European Private Law aan de UvA.
Chantal Mak is deel van een drieling: haar zussen Elaine Mak en Vanessa Mak zijn eveneens hoogleraar in de rechten, respectievelijk aan de Universiteit Utrecht en de Universiteit Leiden. Ze behaalden eerder reeds alle drie tegelijk cum laude hun propedeuse en hun meestertitel.